# 라일리의 세상
《라일리의 세상》(영어: Girl Meets World 걸 미츠 월드[*])는 디즈니 채널에서 2014년부터 2017년까지 방송된 미국의 가족 시트콤이다.

## 등장인물

### 주요인물
라일리 매튜스 (Riley Matthews, 배우 - 로완 블랜차드)
가족과 친구들을 사랑하는 쾌활한 중학생. 책임감 강하고 매사 최선을 다한다.
코리 매튜스 (Cory Matthews, 배우 - 벤 새비지)
라일리의 아버지이자 학교 선생님.
마야 하트 (Maya Hart, 배우 - 사브리나 카펜터)
강인하고 독립심 강한 라일리의 단짝친구. 안주하지 않고 모험심을 갖도록 라일리를 격려한다.
루카스 프라이어 (Lucas Friar, 배우 - 페이튼 마이어)
라일리가 반한 남자. 성격이 느긋하며 라일리에게 많은 조언을 해준다.
어기 매튜스 (Auggie Matthews, 배우 - 어거스트 마투로)
빨리 아빠처럼 되고 싶은 라일리의 엉뚱한 남동생
토팡가 매튜스 (Topanga Matthews, 배우 - 다니엘 피셀)
라일리와 어기를 키우는 변호사.
파클 (Farkle, 배우 - 코리 포겔매니스)
라일리와 마야의 둘도 없는 친구. 독특하고 똑똑하며 자신감이 넘친다.

## 방영 정보
| 총회차 | 회차   | 한국어부제             | 영어부제                                    | 미국방송일자     | 미국시청률 (백만) |
| 시즌 1 | 시즌 1 | 시즌 1                 | 시즌 1                                      | 시즌 1           | 시즌 1            |
| ------ | ------ | ---------------------- | ------------------------------------------- | ---------------- | ----------------- |
| 1      | 1      | 세상을 만나다          | Girl Meets World                            | 2014년 6월 27일  | 5.162             |
| 2      | 2      | 소년을 만나다          | Girl Meets Boy                              | 2014년 7월 11일  | 3.232             |
| 3      | 3      | 복병을 만나다          | Girl Meets Sneak Attack                     | 2014년 7월 18일  | 2.636             |
| 4      | 4      | 아빠를 만나다          | Girl Meets Father                           | 2014년 7월 25일  | 3.275             |
| 5      | 5      | 진심을 만나다          | Girl Meets the Truth                        | 2014년 8월 1일   | 2.787             |
| 6      | 6      | 인기를 만나다          | Girl Meets Popular                          | 2014년 8월 8일   | 2.423             |
| 7      | 7      | 마야의 엄마를 만나다   | Girl Meets Maya's Mother                    | 2014년 8월 15일  | 4.082             |
| 8      | 8      | 스매클을 만나다        | Girl Meets Smackle                          | 2014년 9월 12일  | 2.379             |
| 9      | 9      | 1961년을 만나다        | Girl Meets 1961                             | 2014년 9월 19일  | 2.466             |
| 10     | 10     | 깃털 모자를 만나다     | Girl Meets Crazy Hat                        | 2014년 9월 26일  | 2.500             |
| 11     | 11     |                        | Girl Meets World of Terror                  | 2014년 10월 2일  | 2.229             |
| 12     | 12     | 잊혀진 사람들을 만나다 | Girl Meets the Forgotten                    | 2014년 10월 10일 | 2.613             |
| 13     | 13     | 결점을 만나다          | Girl Meets Flaws                            | 2014년 10월 17일 | 2.107             |
| 14     | 14     | 우정을 만나다          | Girl Meets Friendship                       | 2014년 11월 21일 | 2.206             |
| 15     | 15     | 동생을 만나다          | Girl Meets Brother                          | 2014년 11월 28일 | 2.420             |
| 16     | 16     |                        | Girl Meets Home for the Holidays            | 2014년 12월 5일  | 2.493             |
| 17     | 17     | 가족 게임을 만나다     | Girl Meets Game Night                       | 2015년 1월 9일   | 2.640             |
| 18     | 18     | 최고의 작전을 만나다   | Girl Meets Master Plan                      | 2015년 1월 16일  | 2.711             |
| 19     | 19     | 파클의 선택을 만나다   | Girl Meets Farkle's Choice                  | 2015년 2월 6일   | 2.254             |
| 20     | 20     | 첫 데이트를 만나다     | Girl Meets First Date                       | 2015년 3월 27일  | 2.280             |
| 스페셜 |        |                        |                                             |                  |                   |
| 21     | -      |                        | Girl Meets What the What                    | 2015년 4월 17일  | 2.082             |
| 시즌 2 |        |                        |                                             |                  |                   |
| 22     | 1      |                        | Girl Meets Gravity                          | 2015년 5월 11일  | 2.048             |
| 23     | 2      | 새로운 세상을 만나다.  | Girl Meets the New World                    | 2015년 5월 12일  | 2.143             |
| 24     | 3      | 인생의 비밀을 만나다.  | Girl Meets the Secret of Life               | 2015년 5월 13일  | 2.604             |
| 25     | 4      | 명왕성을 만나다        | Girl Meets Pluto                            | 2015년 5월 14일  | 2.360             |
| 26     | 5      |                        | Girl Meets Mr. Squirrels                    | 2015년 5월 15일  | 2.197             |
| 27     | 6      |                        | Girl Meets the Tell-Tale-Tot                | 2015년 6월 5일   | 2.190             |
| 28     | 7      | 규칙을 만나다          | Girl Meets Meets Rules                      | 2015년 6월 12일  | 2.036             |
| 29     | 8      |                        | Girl Meets Hurricane                        | 2015년 6월 19일  | 2.067             |
| 30     | 9      |                        | Girl Meets Mr. Squirrels Goes to Washington | 2015년 7월 10일  | 2.089             |
| 31     | 10     |                        | Girl Meets Meets the New Teacher            | 2015년 7월 17일  | 2.369             |
| 32     | 11     |                        | Girl Meets Fish                             | 2015년 7월 24일  | 2.189             |
| 33     | 12     |                        | Girl Meets Yearbook                         | 2015년 8월 7일   | 2.327             |
| 34     | 13     |                        | Girl Meets Semi-Formal                      | 2015년 8월 14일  | 2.198             |
| 35     | 14     |                        | Girl Meets Creativity                       | 2015년 8월 21일  | 2.257             |
| 36     | 15     | 파클을 만나다          | Girl Meets Farkle                           | 2015년 9월 11일  |                   |
| 37     | 16     |                        | Girl Meets Cory and Topanga                 | 2015년 9월 18일  |                   |
| 38     | 17     |                        | Girl Meets Rileytown                        | 2015년 9월 25일  |                   |

## 우리말 제작
- 한국어 제작 : Disney Character Voices International,Inc.
- 기획 : 텔레비전미디어코리아 (시즌 1) → 디즈니채널코리아(유) (시즌 1,2)